# 阮当明
阮当明（？—1597年），是越南后黎朝时期起事领袖，安丰人。1596年，率本县人起兵劫掠旁县，年号福德，1597年三月，后黎朝的右相黄廷愛派遣属将阮当明把收捕斬杀，徒党四人也被俘送到营門斬杀。